# جوزيه روبرتس
جوزيه روبرتس (بالإنجليزية: Josiah Roberts)‏ (1 يناير 1871 في المملكة المتحدة - ) هو لاعب كرة قدم بريطاني (وحمل سابقاً جنسية المملكة المتحدة لبريطانيا العظمى وأيرلندا) في مركز الظهير. لعب مع برمنغهام سيتي وBirmingham St George's F.C. ‏.